# Aiguille Noire de Peuterey
Die Aiguille Noire de Peuterey ist ein 3773 m s.l.m. hoher Berg im Aostatal in Italien.
Der bekannteste Aufstieg (wenn auch nicht der einfachste) ist der südliche Grat, der am 26. und 27. August 1930 durch Karl Brendelet und Hermann Schaller erstbegangen wurde. Auf dem südlichen Grat werden noch die kleinen Grattürme Picco Gamba, Punta Welzenbach, Punta Brendel, Punta Ottoz und Punta Bich unterschieden.
Zusammen mit der Aiguille Blanche de Peuterey und dem Grand Pilier d’Angle zählt der Berg zum Peutereygrat. Im Allgemeinen wird sie im Zuge der Begehung des Peutereygrates zum Mont Blanc überschritten. Es handelt sich dabei um eine schwierige und vor allem lange Tour. Die Erstbegehung des kompletten Grats gelang Adolf Göttner, Ludwig Schmaderer und Ferdinand Krobath vom 28. bis 31. Juli 1934.
Der Berg hat, wie der überwiegende Teil der zur südlichen Mont Blanc-Kette gehörenden Gipfel, einen französischen Namen, da das Aostatal lange Zeit zum Königreich Savoyen gehörte, wo Französisch gesprochen wurde.